# Repubblica di Staryj Bujan

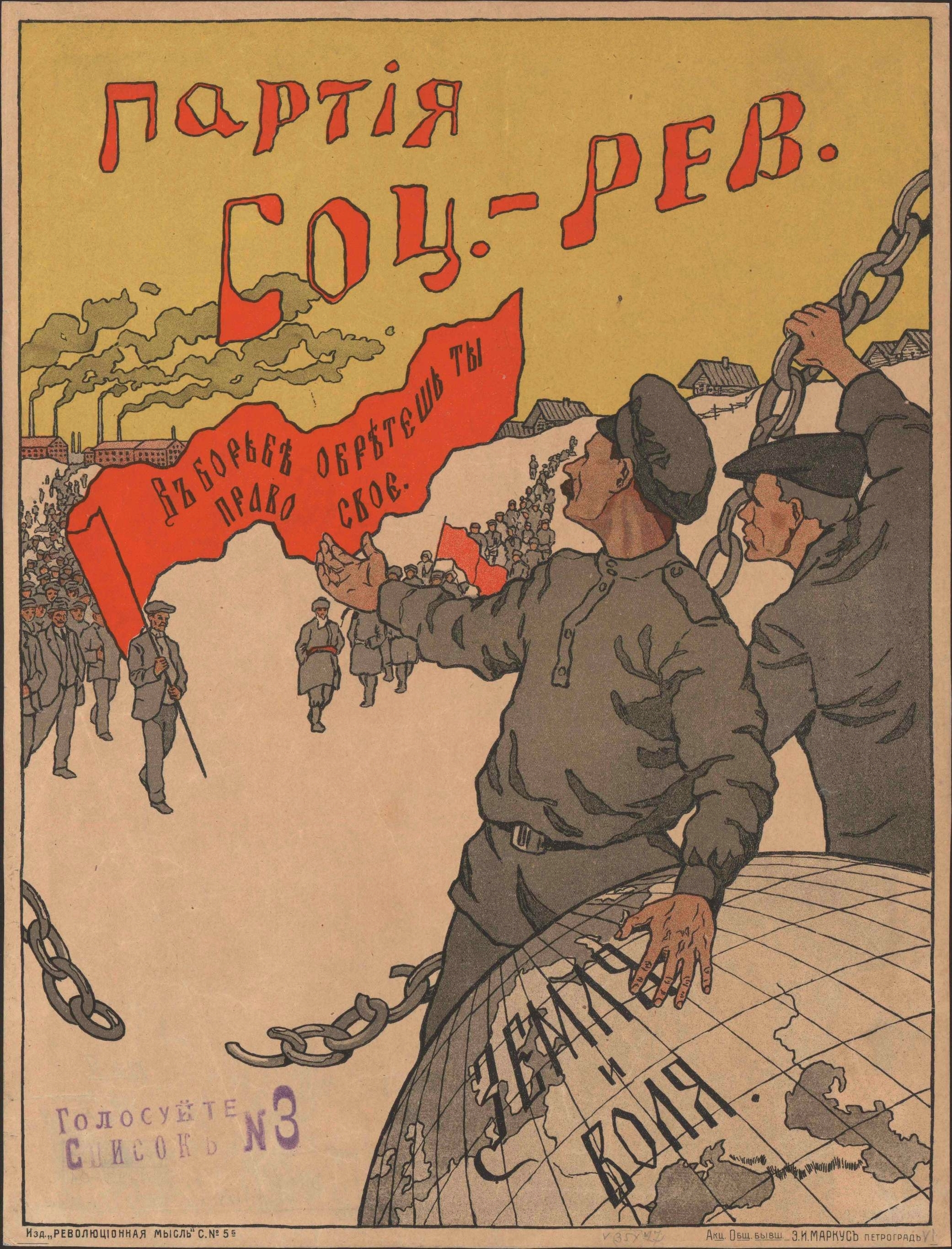
Poster socialista rivoluzionario

La Repubblica di Staryj Bujan (in russo Старобуянская республика?) fu un movimento separatista di breve durata nel governatorato di Samara, nella Russia imperiale durante la rivoluzione del 1905.

## Origini
La culla della rivolta fu il villaggio di Novaja Čarevščina, che era stato infiltrato dai populisti sin dagli anni 1880; molti di essi sarebbero poi divenuti i leader della futura repubblica. Nel 1902, i maestri ed il dottore del villaggio formarono un club rivoluzionario dei contadini, che cominciò ad essere specialmente attivo nel tardo 1904; circa nello stesso periodo giunse a Samara il rivoluzionario S.I. Akramovskij, che vi organizzò l'"Unione dei contadini".
Agli inizi del 1905 cominciarono ad arrivare nel governatorato di Samara membri del Partito Socialista Rivoluzionario e poco dopo, in estate, cominciarono ad incitare i contadini a radunarsi e dimostrare. Verso l'autunno queste manifestazioni si accrebbero notevolmente, con i contadini che arrivarono persino a formare una propria milizia alla fine di ottobre. Presto dimostrazioni simili, con slogan come "via dall'autocrazia" (in russo: Долой самодержавие) avvennero a Staryj Buyan, dove la polizia locale si rifiutò di ristabilire l'ordine.

## Rivolta ed indipendenza
Ai primi di novembre, le autorità del governatorato mandarono i loro rappresentanti a Staryj Burjan per scegliere i nuovi anziani del villaggio ma, al posto della cerimonia di routine, vennero accolti da circa 200 abitanti armati provenienti da Novaja Čarevščina. Nell'assemblea conseguentemente indetta, essi votarono per espellere i rappresentanti imperiali, formare una milizia popolare al fine di sorvegliare le foreste (che erano un'importante fonte di reddito) ed instaurare una repubblica di contadini, separandosi dall'Impero. Il nuovo governo emise una "legge provvisoria" e cominciò a confiscare la terra ai padroni terrieri ed a redistribuirla equamente tra i contadini.

## Soppressione della rivolta e conseguenze
I primi tentativi della polizia e delle guardie di soffocare la rivolta furono respinti, le autorità quindi decisero di dispiegare una speciale spedizione punitiva guidata dal vice governatore, composta da cosacchi e gendarmi.
Il 26 novembre 1905 la repubblica di Staryj Bujan venne annientata ed i suoi leader e partecipanti attivi vennero arrestati e condannati, ma gli effetti della ribellione furono di vasta portata, visto che la "legge provvisoria" si sparse tra le comunità di contadini dell'impero e contribuì ad incoraggiare ulteriori violenze.

## Fonte
- (RU) Storia del medio Volga, su povolzje.samara.ru. URL consultato il 1º febbraio 2011 (archiviato dall'url originale il 14 maggio 2005).